# Æthelburg (Wessex)
Æthelburg, auch Æthelburh, Ethelburga, (* um 673; † 740) war Königin des Königreichs Wessex durch ihre Ehe mit König Ine.

## Leben
Æthelburg wurde um 673 geboren. Sie war mit König Ine verheiratet. Sie regierten gemeinsam das angelsächsische Königreich Wessex. Sie wird von einigen Historikern als eine der wenigen Frauen im angelsächsischen Raum beschrieben, die das Recht hatten, eine Streitmacht anzuführen. Im Jahr 722 zerstörte Æthelburg in Abwesenheit ihres Mannes Ine die Festung Taunton, welche durch Ine im Jahr 710 errichtet worden war, um den Rebellen Ealdberht zu stellen.
Im Jahr 726 dankte Ine ab, übergab sein Reich an den Nachfolger Æthelheard, den Bruder von Æthelburg, und begab sich gemeinsam mit Æthelburg auf eine Pilgerfahrt nach Rom, wo er starb. Æthelburg kehrte zurück nach Wessex. Sie starb 740.

## Moderne Rezeption
Judy Chicago widmete Æthelburg eine Inschrift auf den dreieckigen Bodenfliesen des Heritage Floor ihrer Installation The Dinner Party. Die mit dem Namen Æthelburg beschrifteten Porzellanfliesen sind dem Platz mit dem Gedeck für Theodora I. zugeordnet.